# Salles-de-Belvès
Salles-de-Belvès là một xã, nằm ở tỉnh Dordogne vùng Aquitaine của Pháp. Xã này có diện tích 8,76 kilômét vuông, dân số năm 2005 là 63 người. Xã nằm ở khu vực có độ cao trung bình 227 m trên mực nước biển.

## Thông tin nhân khẩu
| Năm    | 1962 | 1968 | 1975 | 1982 | 1990 | 1999 | 2005 |
| ------ | ---- | ---- | ---- | ---- | ---- | ---- | ---- |
| Dân số | 88   | 74   | 77   | 84   | 68   | 54   | 63   |